# Vesles-et-Caumont
Vesles-et-Caumont ist eine französosche Gemeinde mit 243 Einwohnern (Stand 1. Januar 2022) im Département Aisne in der Region Hauts-de-France. Sie gehört zum Arrondissement Laon, zum Kanton Marle und zum Gemeindeverband Pays de la Serre.

## Lage
Die Gemeinde Vesles-et-Caumont liegt am Südwestrand der Thiérache, 16 Kilometer nordöstlich von Laon am Fluss Souche, der hier ein großes Sumpfgebiet speist, das als Naturschutzgebiet ausgewiesen ist (Réserve Naturelle du Marais de Vesles-et-Caumont). Umgeben wird Vesles-et-Caumont von den Nachbargemeinden Autremencourt im Nordosten, Cuirieux im Osten, Mâchecourt im Südosten, Pierrepont im Süden, Grandlup-et-Fay im Westen sowie Toulis-et-Attencourt im Nordwesten.

## Bevölkerungsentwicklung
| Jahr                       | 1962 | 1968 | 1975 | 1982 | 1990 | 1999 | 2006 | 2014 | 2022 |
| Einwohner                  | 243  | 233  | 198  | 178  | 182  | 194  | 187  | 232  | 243  |
| Quellen: Cassini und INSEE |      |      |      |      |      |      |      |      |      |

## Sehenswürdigkeiten

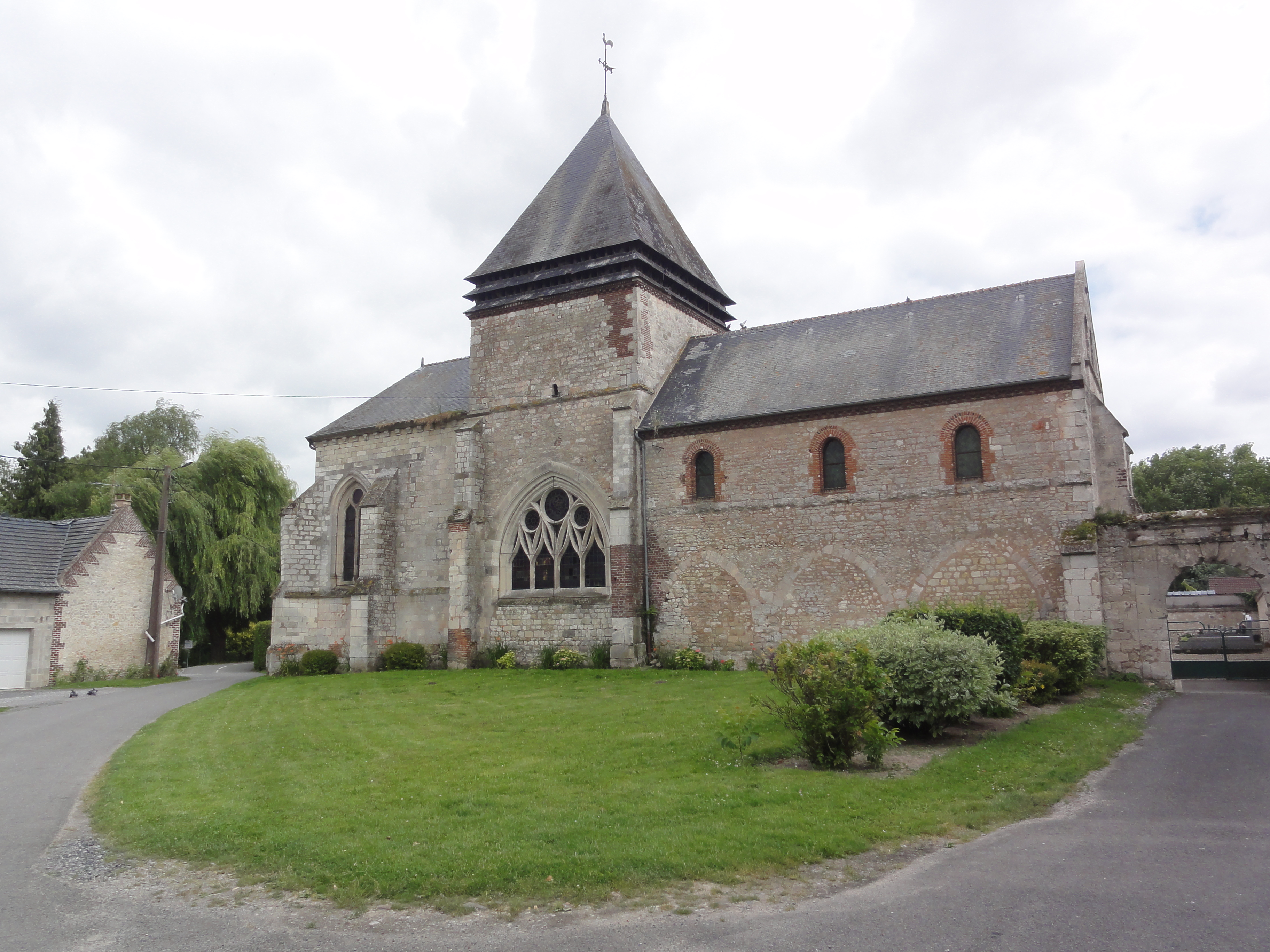
Kirche Saint-Martin
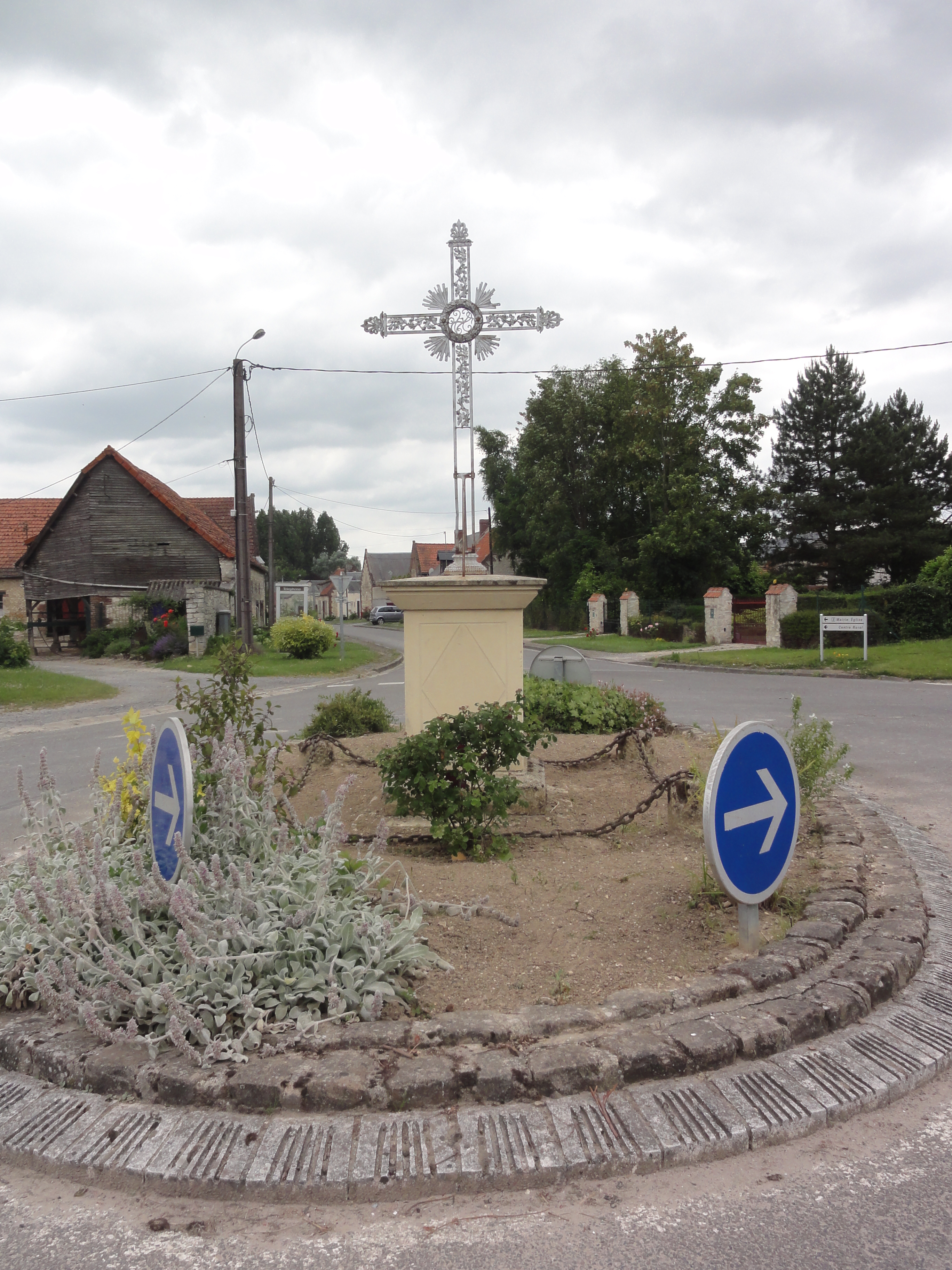
Wegkreuz
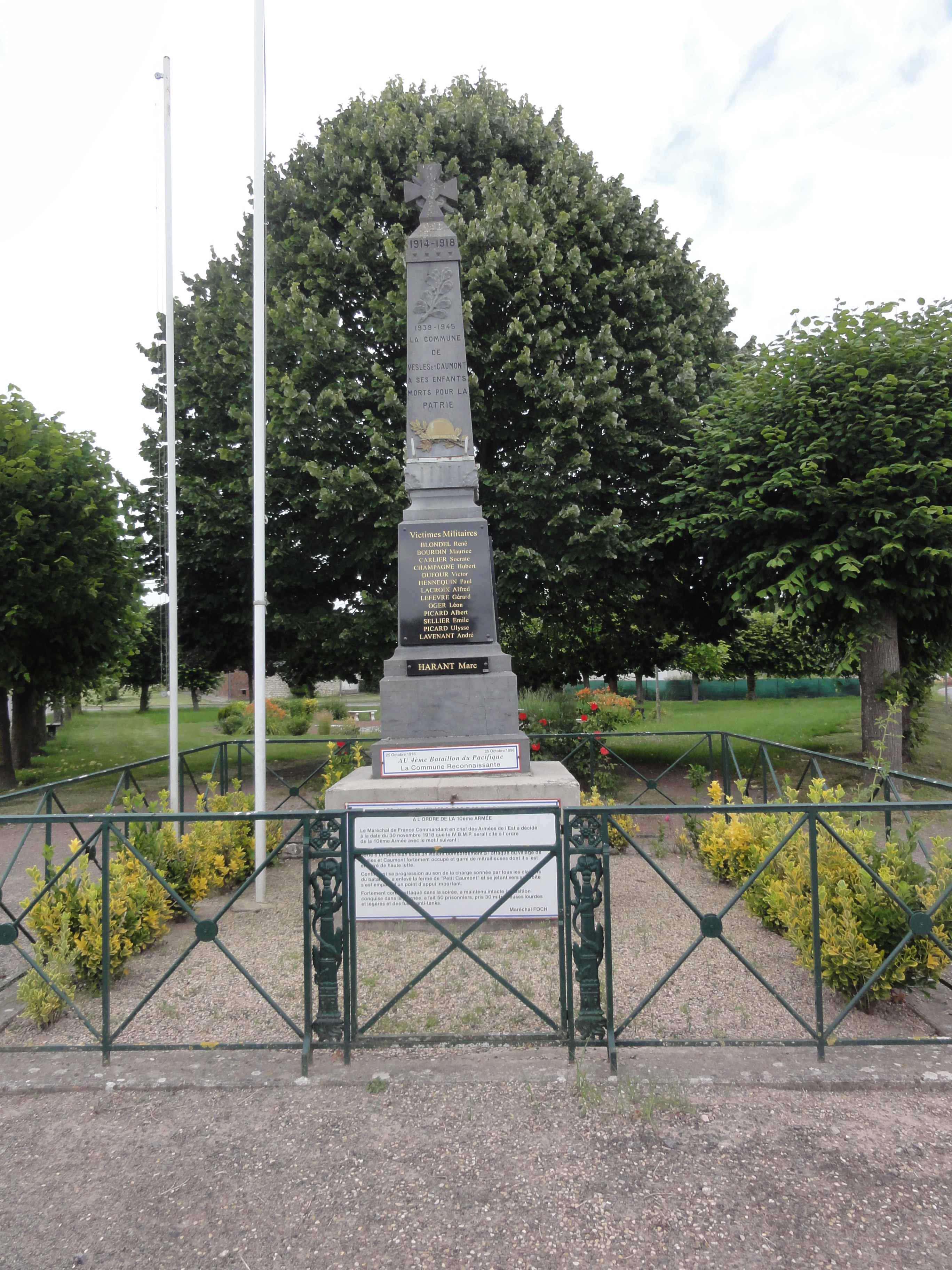
Gefallenendenkmal

- Kirche Saint-Martin
- Wegkreuz
- Gefallenendenkmal